# Kontinentalno pravo
Kontinentalno pravo, tudi celinsko pravo ali civilni pravni sistem je pravni sistem, ki izvira iz celinske Evrope (Evropa brez Britanskega otočja) in je sprejet po večini sveta. Njegova temeljna načela so kodificirana v sistem zakonov, na katerega se pravni sistem opira.
Kontinentalni pravni sistem se bistveno razlikuje od anglosaškega prava, ki je nastal v srednjeveški Angliji. Medtem ko je kontinentalno pravo v obliki pravnih kodeksov, je za anglosaški pravni sistem značilno, da izhaja iz nekodificirane sodne prakse, ki izhaja iz sodnih odločitev, ki priznavajo predhodne sodne odločbe kot pravno zavezujoče precedense. 
Sodobno civilno pravo izhaja predvsem iz Napoleonovega zakonika z začetka 19. stoletja in je nadaljevanje rimskega prava. Na razvoj pravnih idej, ki so vključene v kontinentalne pravne sisteme je pomembno vplivala tudi germanska, kanonična, fevdalna in lokalna pravna praksa, pa tudi doktrinarni tokovi, kot so: naravno pravo, kodifikacija in pravni pozitivizem.
Kontinentalno pravo izhaja iz abstrakcij, oblikuje splošna načela in razlikuje materialna pravila od postopkovnih pravil. Za razliko od anglosaškega prava, je sodna praksa sekundarnega pomena in podrejena zakonodaji. Najpomembnejša značilnost kontinentalnih pravnih sistemov so njihovi pravni kodeksi z jedrnatimi in široko uporabnimi besedili, ki se običajno izogibajo specifičnim scenarijem. Kratki členi zakonov celinskega prava obravnavajo splošne stvari in se ponavadi razlikujejo od členov anglosaškega prava, ki so pogosto zelo dolgi in zelo podrobni. 
Za slovenski pravni sistem je značilno, da spada v kontinentalno pravno skupino, čeprav slovenska zakonodaja do neke mere priznava nekatera načela precedenčnega prava, npr. v obligacijskih razmerjih gospodarskih subjektov se za presojo potrebnih ravnanj in njihovih učinkov upoštevajo poslovni običaji, uzance in med strankami vzpostavljena praksa.